# ویندن (گرمرسهایم)
ویندن (به آلمانی: Winden) یک شهر در آلمان است که در گرمرسهایم واقع شده‌است. ویندن ۱٬۰۵۷ نفر جمعیت دارد.